# Gagauz Halkı
Gagauz Halkı („Poporul Găgăuz”) a fost un partid politic găgăuz separatist din Moldova. A fost condus de Stepan Bulgar din 1992 cel puțin până în 1999, după care organizația a încetat să mai fie listată de CIA World Factbook. Guvernul Republicii Moldova a scos în afara legii partidul la două zile după ce a declarat că aceste mișcări politice sunt neconstituționale.
Partidul a susținut tentativa sovietică de lovitură de din 1991 și s-a opus ferm posibilei idei a unirii RSS Moldovenești cu România.